# 天然記念物北海道犬保存会
一般社団法人天然記念物北海道犬保存会（てんねんきねんぶつほっかいどういぬほぞんかい）は、天然記念物である北海道犬の保存を行う法人。支部は北海道内に多いが、東北・関東・中部・北陸にもある。元文部科学省(文化庁)所管。事業として、展覧会、獣猟競技会、血統書の発行などを行う。獣猟競技会においては、檻の中のクマに立ち向かう北海道犬の勇姿を競う。

## 概要
- 本部所在地：〒062-0933 北海道札幌市豊平区平岸三条7丁目1-27 平岸スクエアビル4階260号室[1]
- 設立（任意団体）：1951年（昭和26年）2月
- 社団法人化：1963年（昭和38年）6月21日
- 一般社団法人化：2013年（平成25年）1月4日
- 会長：門脇祐二（2022年3月現在）[5]

## 会誌
会誌『道犬』を年2回ほど発行している。